# Cyclosa andinas
Cyclosa andinas är en spindelart som beskrevs av Levi 1999. Cyclosa andinas ingår i släktet Cyclosa och familjen hjulspindlar. Inga underarter finns listade i Catalogue of Life.